# Eolosaure
L'eolosaure (Aeolosaurus, "llangardaix d'Èol") és un gènere de dinosaures sauròpodes saltasàurids, que visqueren a la fi del període Cretaci, al Campanià, fa aproximadament 74 a 70 milions d'anys, en el que avui és Sud-amèrica.
El nom li ve dau per Èol (en grec: Αἴολος -Aelus), un personatge de la mitologia grega que apareix en l'Odissea d'Homer. La identificació específica de l'espècie Aeolosaurus rionegrinus, es refereix al lloc on va ser oposat, a la província argentina de Río Negro. El gènere va ser descrit pel paleontòleg Jaime Powell en 1987, qui descrigué l'espècie tipus A. rionegrinus. Una segona espècie A. colhuehuapensis, va ser descrita per Casal et al. en 2007.